# Vincent Wieser
Vincent Wieser (* 12. November 2002 in Schladming, Steiermark) ist ein österreichischer Skirennläufer. Er gehört aktuell dem B-Kader des Österreichischen Skiverbandes an und startet in den schnellen Disziplinen Abfahrt und Super-G.

## Biografie
Vincent Wieser stammt aus Schladming und startet für seien Heimatverein.
Wieser bestritt im Alter von 16 Jahren auf dem Pass Thurn seine ersten beiden FIS-Rennen. Im Jänner 2020 nahm er an den Olympischen Jugend-Winterspielen an Les Diablerets teil. Dort belegte er im Riesenslalom Platz acht, im Super-G und in der Kombination wurde er jeweils disqualifiziert, im Slalom schied er aus. Im Dezember desselben Jahres gab er in Altenmarkt-Zauchensee sein Debüt im Europacup, konnte sich in den folgenden Jahren aber kaum in den Punkterängen klassieren. Bei den Juniorenweltmeisterschaften 2023 in St. Anton verpasste er zunächst als Abfahrtsvierter die Bronzemedaille um nur eine Hundertstelsekunde. Ein Medaillengewinn gelang ihm dafür im Super-G und an der Seite von Jakob Greber in der neuen Team-Kombination. In der Saison 2023/24 schaffte er den Europacup-Durchbruch, als er gleich zum Speed-Auftakt die Abfahrt in Santa Caterina für sich entschied. Nur fünf Wochen später konnte er im Super-G von Tarvis einen weiteren Sieg feiern. Drei Tage danach kam er in der Abfahrt am selben Ort zu Sturz und erlitt eine Schulterverletzung, mit der er die Junioren-WM im französischen Département Haute-Savoie verpasste. Im Dezember 2024 gelang ihm im Super-G von Santa Caterina sein dritter Europacupsieg.
Am 6. Dezember 2024 gab Wieser in der Abfahrt von Beaver Creek sein Weltcup-Debüt.
Seine ersten Weltcuppunkte gewann Wieser am 28. Dezember bei der Abfahrt von Bormio, er belegte Rang 24. Am folgenden Tag fuhr er als 23. des Super-Gs erneut in die Punkteränge. In der Europacupsaison 2024/25 konnte Wieser die Super-G-Wertung für sich entscheiden, wodurch er einen Startplatz für die Weltcupsaison 2025/26 außerhalb des Nationenkontingents erhält.

## Erfolge

### Weltcup
- 2 Platzierungen unter den besten 30

### Europacup
- Saison 2023/24: 3. Gesamtwertung, 5. Abfahrtswertung, 7. Super-G-Wertung
- Saison 2024/25: 1. Super-G-Wertung
- 4 Podestplätze, davon 3 Siege:

| Datum             | Ort            | Land    | Disziplin |
| ----------------- | -------------- | ------- | --------- |
| 14. Dezember 2023 | Santa Caterina | Italien | Abfahrt   |
| 22. Jänner 2024   | Tarvis         | Italien | Super-G   |
| 13. Dezember 2024 | Santa Caterina | Italien | Super-G   |

### Juniorenweltmeisterschaften
- St. Anton 2023: 3. Super-G, 3. Team-Kombination, 4. Abfahrt

### Weitere Erfolge
- 2 österreichische Jugendmeistertitel (Super-G 2022, Abfahrt 2024)
- 1 Sieg in einem FIS-Rennen